# Epikopais poorei
Epikopais poorei là một loài chân đều trong họ Munnopsidae. Loài này được Merrin miêu tả khoa học năm 2009.